# Museo diocesano (Mazara del Vallo)
Il Museo diocesano "Vito Ballatore"  di Mazara del Vallo è un museo che raccoglie una significativa collezione di arte sacra: sculture, argenti e paramenti sacri di epoca compresa tra il XIV ed il XIX secolo e dipinti.

## Storia
La sede vescovile di Mazara, fondata dai Normanni nel 1093, è una delle più antiche della Sicilia ed il suo Museo, connotato da una forte identità storico-artistica e religiosa, raccoglie testimonianze estremamente significative per la storia della città e del territorio. Al suo interno, infatti, trovano collocazione molte opere provenienti dalla città di Mazara, ma anche da importanti chiese di altre cittadine della Diocesi.
Il Museo è nato nel 1993 per impulso del vescovo Emanuele Catarinicchia, con il primo allestimento degli argenti curato da Maria Concetta Di Natale.
Chiuso per diverso tempo, è stato rinnovato nel percorso espositivo e nella progettualità sul territorio a partire dal 2009, con il vescovo Domenico Mogavero, sotto la nuova direzione di Francesca Paola Massara.

## Edificio

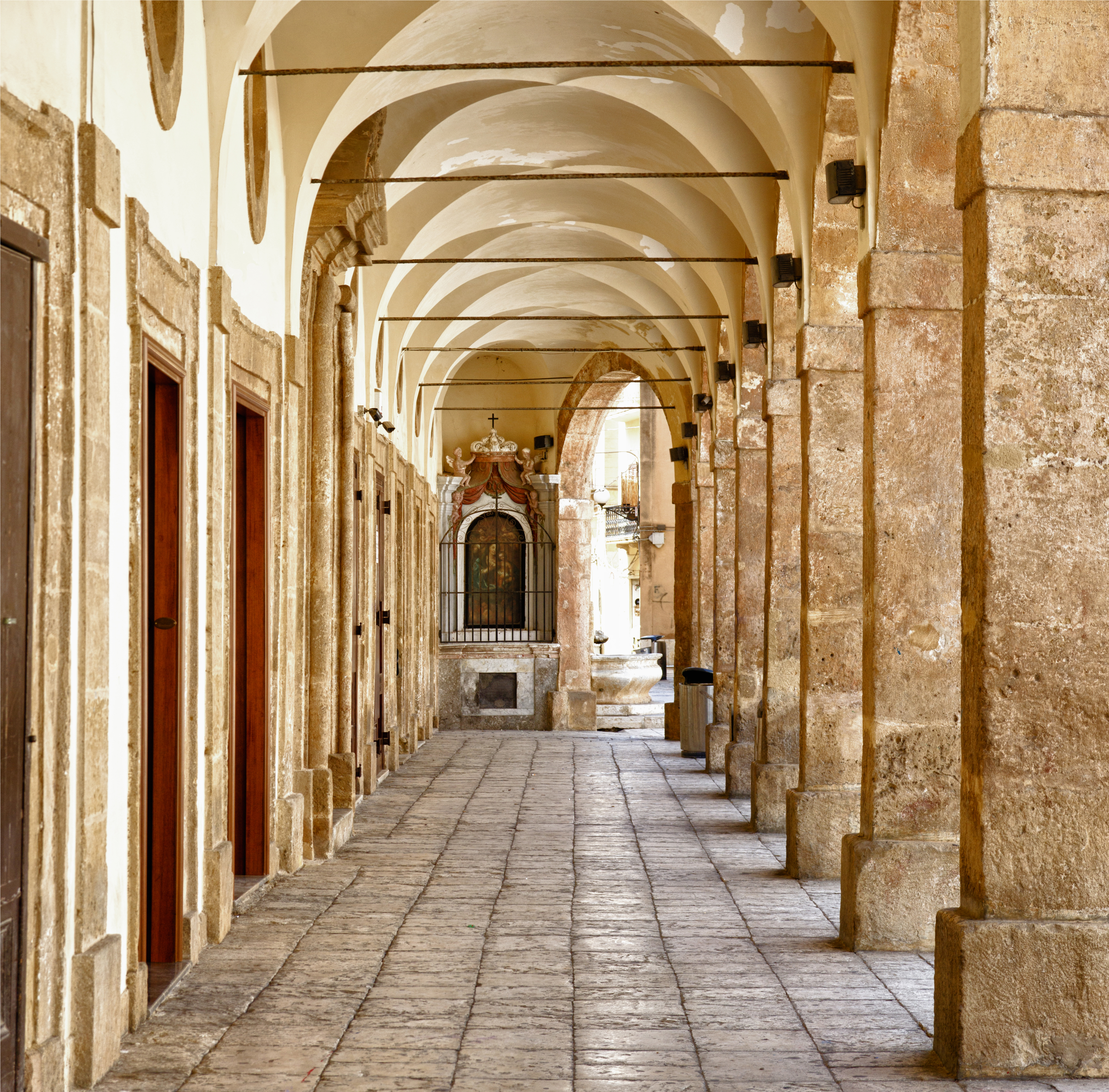
Portici del palazzo del Seminario

Il Museo ha sede all'interno del monumentale edificio settecentesco del Seminario, i cui portici e logge sono opera dell'architetto trapanese Giovanni Biagio Amico (1710). Il palazzo, nella sua forma attuale, è costituito da un nucleo più antico, a cui sono stati aggiunti, nel tempo, sviluppi e modifiche fino al secolo scorso.
L'edificio si trova nel cuore del centro storico-monumentale.
Il Museo, il cui ingresso principale è quello posto in Piazza della Repubblica, è ospitato nelle sale al piano terra dell'edificio alle quali si accede attraversando il porticato all'interno della struttura.

## Collezioni

### Scultura
Sono presenti nel museo diverse opere attribuite a nomi noti come quello di Ignazio Marabitti (1719-1797), scultore molto attivo in tutta la Sicilia, soprattutto nelle Chiese e Collegi della Compagnia di Gesù. Di lui sono presenti un sant'Ignazio in estasi orante, proveniente dall'omonima chiesa, ed un Christus Dolens in raro alabastro carnicino, proveniente dalla Cattedrale della città.

#### Monumento Montaperto
Si distingue per importanza il Monumento Montaperto, un articolato monumento sepolcrale che si trova oggi, con il nuovo percorso espositivo, raccolto in un'unica sala del Museo dedicata al vescovo Giovanni Montaperto, committente del complesso statuario. L'opera è stata realizzata da Domenico Gagini nel 1485.
Il monumento sepolcrale è costituito da un gruppo di statue che comprendono: il Redentore, la Vergine Annunziata (il cui naturale pendant, l’angelo annunziante, è oggi perduto), i quattro Evangelisti e le quattro Virtù cardinali. Afferente al monumento è anche la statua di santa Caterina d’Alessandria. La composizione marmorea ha carattere celebrativo e profondi valori simbolici, essa rivela anche la levatura teologica di una committenza colta e volitiva.

Sulla parte frontale del sarcofago sono individuabili una serie di figure: al centro è presente il Christus Dolens ovvero "l’Uomo dei dolori”. Alla sua destra e alla sua sinistra sono presenti le figure della Vergine e di San Giovanni evangelista. Oltre a questi compaiono le figure di San Nicola da Bari, San Giovanni Battista e gli Arcangeli San Gabriele e San Michele.

L’arca funeraria è sorretta da quattro statue raffiguranti ognuna una delle quattro Virtù cardinali: Prudenza, Giustizia, Fortezza e Temperanza.

### Argenti
Nella Sala degli Argenti è possibile osservare manufatti, paramenti sacri e opere d’arte liturgica. Si tratta di oltre 150 oggetti d’arte che abbracciano un lasso di tempo che va dal Medioevo a oggi. Sono presenti, fra l'altro, opere che risalgono al XIV e al XV secolo, come, per esempio, le croci astili di Salemi e di Mazara ed opere di età barocca degne di nota.

#### Croci astili
La croce astile proveniente dalla Chiesa Madre di Salemi è il manufatto più antico custodito all’interno del Museo che abbia una datazione certa. Una firma e una data, entrambi in caratteri gotici, indicano come la croce sia stata realizzata dal “Magister Johannes de Cioni” e che risale all’anno 1386. La croce mostra come le committenze dell’epoca avevano una propensione ad oggetti d’arte di cultura composita e raffinata, indice di come Mazara appartenesse ad un’ampia rete di rapporti internazionali.
La seconda croce astile proviene dalla Cattedrale di Mazara del Vallo ed è attribuita probabilmente a Giovanni di Spagna, un argentiere la cui attività d'orefice è già documentata a Palermo nel secolo XV. Tale croce inoltre è ritenuta esemplata sulla precedente croce. La croce si incasella certamente all’interno della produzione più tarda del gotico internazionale e appartiene inoltre alla classe delle cosiddette “cruces fiordalisades”, quelle croci cioè che hanno i capicroce dalla caratteristica forma “a fiordaliso”.

#### Ostensorio
Oggetto liturgico di pregevole fattura è l'ostensorio in argento e in stile barocco commissionato dal vescovo Francesco Maria Graffeo. L’autore dell'opera, realizzata tra il 1685 e il 1695, è un argentiere trapanese. Il nodo dell'ostensorio è composto da un grifone, che è stato scelto anche come simbolo del Museo.

#### Urna-repositorio
L’urna-repositorio è un’opera monumentale per le sue notevoli dimensioni. Proviene dalla Cattedrale di Mazara del Vallo, è interamente ricoperta da lamine d’argento ed è stata realizzata nel 1743 dall’officina dei Lotta, attiva a Trapani in quegli anni. La funzione del repositorio è quella di custodire il santissimo Sacramento dopo la messa nella Cena del Signore. L'urna presenta uno stile barocco, una superficie riccamente decorata e in ognuno dei quattro lati una nicchia ovale dentro la quale è stata realizzata una scena tratta dall’Antico Testamento e legata al tema sacrificio.

### Pittura
La Galleria Pinacoteca ospita al suo interno una significativa selezione dal patrimonio pittorico diocesano.

#### Sant'Onofrio
Tra le opere degne di nota c'è una imponente tela che ha come soggetto sant'Onofrio eremita in preghiera. Il dipinto, che risale agli inizi del sec. XVII, è carico di forte intensità spirituale e raffigura il santo, in piedi, in un’oasi del deserto egiziano. Sant'Onofrio è accompagnato dagli attributi iconografici tipici della “vanitas vanitatum” e della caducità dei beni terreni: la sua corona regale e il suo scettro entrambi abbandonati, un teschio e, come unici strumenti di salvezza, un libro della Sacra Scrittura e i simboli della croce e della corona del rosario stretta tra le mani.

#### Affreschi della chiesa di Sant'Ignazio
Una rilevante sezione della Pinacoteca è dedicata al ciclo degli affreschi staccati dalla chiesa mazarese dedicata a sant’Ignazio.
La chiesa, eretta nel 1701, presenta una struttura planimetrica a pianta ellittica ed è collegata all’antica sede del Collegio dei Gesuiti, il cui primo insediamento a Mazara risale al XVII secolo.

Gli affreschi facevano parte di un ciclo realizzato dal pittore Domenico La Bruna (1669-1763), artista le cui opere realizzate prevalentemente nel territorio trapanese sono particolarmente legate ai gesuiti che gli affidano committenze anche a Marsala, Alcamo e Palermo.

#### Altre tele
Tra le tele, degna di nota è quella realizzata da Vincenzo Blandini, raffigurante il Battesimo di Ruggero (1712). Si tratta di un quadro che ha il suo valore soprattutto ai fini storici e topografici antichi perché rappresenta uno scorcio del contesto urbano di Mazara nei primi anni del '700. La scena raffigura il momento in cui viene battezzato in Cattedrale il piccolo Ruggero, il quarto figlio del re Federico II d’Aragona, accompagnato da un numeroso e festoso corteo; essa rappresenta un evento realmente accaduto nel 1318.
Dal 2016, il Museo ospita per donazione privata una grande tela raffigurante la Vergine Immacolata tra i santi Vito, Carlo Borromeo, Filippo Neri e la benedettina Gertrude di Hefta. Si tratta di un dipinto ad olio su tela, di autore ignoto siciliano della seconda metà del sec. XVIII.

### Altre opere
Tra i mezzi di trasporto che sono conservati all’interno del museo, sono da evidenziare la grande carrozza ottocentesca con interni di velluto appartenuta al vescovo Antonino Salomone (1845-1857) e la portantina neogotica risalente al vescovo Carmelo Valenti (1858-1882), sulla quale è possibile vedere chiaramente lo stemma del vescovo.
Gli arredi lignei includono un seggio rivestito di velluto rosso appartenuto al vescovo Salomone, un monumentale leggio ligneo decorato con due aquile con le ali spiegate e una copertura di corale dalle importanti dimensioni.

## Convenzioni e cooperazioni
Il Museo a partire dal 2008 ha intrapreso una serie di cooperazioni con Istituti ed enti Universitari, che l’hanno riconosciuto come soggetto formativo, tra i quali: 
- Università Alma Mater Studiorum di Bologna[5]
- l’Accademia di Belle Arti e di Restauro Abadir-San Martino delle Scale[6][7];
- l’Alta Scuola ARCES Palermo (partner per il Progetto Erasmus Plus. Project “Skills Match Job in European economy”)[8];